# Aleurolobus burliarensis
Aleurolobus burliarensis là một loài côn trùng cánh nửa trong họ Aleyrodidae, phân họ Aleyrodinae.
Aleurolobus burliarensis được Jesudasan & David miêu tả khoa học đầu tiên năm 1991.